# 亞利桑那州第四國會選區
亞利桑那州第四國會選區（英語：Fourth Congressional District of Arizona）是美国亞利桑那州的九個國會選區之一，始於1973年，2013年起位於該州的西北部。
該選區一直支持共和黨，直至2003年民主黨籍的艾德·帕斯特當選。現任眾議員是民主黨的格雷格·斯坦頓。